# انتواع مستوطن

في الاستنواع المستوطن، تتطور العزلة الإنجابية داخل السكان دون مساعدة الحواجز الجغرافية.

الانتواع المستوطن أو الانتواع المتماكن  (بالإنجليزية: Sympatric speciation)، هو تطور نوع جديد من أنواع الأسلاف الباقية واللذان يستمران في العيش في نفس المنطقة الجغرافية. ابتكر هذا المصطلح إدوارد باجنال بولتون في عام 1904.
الانتواع المستوطن هو واحد من ثلاثة أنماط جغرافية تقليدية من الانتواع. الانتواع متباين الموطن هو تطور الأنواع الناجمة عن العزلة الجغرافية لاثنين أو أكثر من مجموعات الأنواع. في هذه الحالة، يتم تسهيل الاختلاف من خلال غياب تدفق الجينات. الانتواع المحازي هو تطور التجمعات المتاخمة جغرافيًا إلى أنواع متميزة. في هذه الحالة، يحدث الاختلاف على الرغم من التزاوج المحدود حيث تتلامس المجموعتان المتباعدتان. في الانتواع المستوطن، لا يوجد قيود جغرافية للتزاوج.
في الكائنات حقيقية النواة متعددة الخلايا، يعد الانتواع المستوطن هو عملية معقولة يُعرف حدوثها، ولكن لا يُعرف تكرار حدوثها. في البكتيريا قد تكون العملية المماثلة (التي تم تعريفها على أنها "أصل الأنواع البكتيرية الجديدة التي تحتل محاريب بيئية محددة") أكثر شيوعًا لأن البكتيريا أقل تقييدًا من آثار التجانس للتكاثر الجنسي وهي عرضة للإصابة الوراثية الدرامية والسريعة نسبيًا التغيير من خلال نقل الجينات الأفقي .